# Vicente Bernabeu y Marco
Vicente Bernabeu y Marco (?, 9 de desembre de 1817 - Alacant, 27 d'octubre de 1888) fou un advocat i polític valencià. Era llicenciat en dret i va exercir com a notari. Fou escollit governador civil i president de la Diputació d'Alacant el 8 de gener de 1864 segons la nova Llei provincial del 25 de setembre de 1863. Va ocupar el càrrec fins al 2 de febrer de 1866.